# دوگبو-توتا، بنین
دوگبو-توتا (به فرانسوی: Dogbo-Tota) شهری در استان کوفو واقع در کشور بنین است که در سال ۱۹۹۲ میلادی ۲۶٬۳۲۰ نفر جمعیت داشته و جمعیت آن در سال ۲۰۰۵ میلادی به ۴۱٬۳۱۲ نفر رسیده‌است.